# 村上義清
村上 義清（むらかみ よしきよ）は、戦国時代の武将。北信濃の戦国大名。父は左衛門督村上顕国（頼平・頼衡）。母は室町幕府三管領家の斯波義寛の娘。家臣の出浦国則の妻を乳母とする。正室は信濃守護・小笠原長棟の娘。
信濃埴科郡葛尾城主で、武田晴信（のちの信玄）の侵攻を2度撃退している。家督相続時には佐久郡・埴科郡・小県郡・水内郡・高井郡など信濃の東部から北部を支配下に収め、村上氏の最盛期に当主となった。実質的には戦国大名としての村上氏最後の当主。

## 生涯
文亀元年（1501年）3月11日、村上顕国の子として葛尾城に生まれる。
永正12年（1515年）3月15日、元服し、右京権亮を称し、諱を義清とする。この頃、父の顕国は支配下にあった小川氏が背いたため隣接地の高坂氏と大日方氏にこれを討たせたと伝えられるが、他の事蹟が明確ではなく、このため家督継承前後の義清の動静も明確ではない。
永正13年（1516年）3月、従五位下に叙位。佐渡守に任官。
永正14年（1517年）に、父より葛尾城を譲られ、永正17年（1520年）に病没した父の後を受けて家督を相続し、当主になった。一方、父の顕国が死去したのは大永6年（1526年）という説もある。
大永元年（1521年）10月、従四位下に昇叙し、左衛門佐に転任。大永7年（1527年）1月、左近衛少将に転任。天文5年（1536年）1月、正四位上に昇叙。
当時の村上家は、長年対立してきた守護の小笠原氏と婚姻同盟を結ぶ一方、北信濃では越後長尾氏と関係の深い名族井上氏や水内郡の高梨氏と争い、東信濃では関東管領上杉家を後ろ盾とする小県郡の海野氏を押さえ込み、信濃の守護代であった佐久郡の大井氏を下して甲斐国の武田氏と抗争を続けていた。村上義清は佐久郡を武田氏に奪われた。
天文10年（1541年）5月、武田信虎・諏訪頼重と結び、海野平の戦いにおいて、海野棟綱・真田幸綱（幸隆）ら滋野一族を駆逐して、小県郡を完全に掌握することに成功した。

### 武田信玄との抗争
天文17年（1548年）、信虎を追放した武田晴信（武田信玄）の攻勢を受ける。小県南部へ侵攻した武田勢を上田原の戦いで撃退する。この戦いで義清は武田方の初鹿野伝右衛門を討ち取っている。また、村上方の安中一藤太の一槍で倒れた諏訪郡代・板垣信方は上条織部に討ち取られた。この他に武田方は、甘利虎泰・才間河内守などの家臣を失うことになった。
天文19年（1550年）、村上義清が高梨政頼と戦っていて本領を留守にした隙に、晴信が小県の要衝砥石城に侵攻してくる。義清は高梨氏と和睦を結んで急遽反転し、晴信は義清の後詰に戦況不利を判断して退却を開始するが、義清は武田勢を追撃し、大勝をおさめた（砥石崩れ）。この戦いで武田方は足軽大将の横田高松や郡内衆の渡辺雲州を始め、1000名の死傷者を出したという。村上方の死者は193名ほどであったといわれる。
海野平の戦いにより上野国に亡命していた真田幸綱は、晴信への家督交代後の武田家に仕官し、幸綱は村上勢の武将切り崩し、調略を行う。その結果、天文20年（1551年）には幸綱により砥石城が攻略される。砥石城の足軽大将・矢沢頼綱（幸綱の弟）が幸綱に内通していたためであった。これにより義清の影響力は一気に低下し、天文21年（1552年）の常田の戦いで勝利を収めるも、家臣団の動揺を抑えられなくなった。
天文22年（1553年）、武田氏に通じていた土豪・大須賀久兵衛尉が謀反し、また室賀氏、屋代氏、石川氏など村上方の諸将が武田氏に降伏した。村上義清は4月9日に葛尾城を一時脱出、再度体勢を整え、4月22日には奪還に成功した。武田晴信は深志城（松本城）に後退し、5月11日には甲府に引き上げた。7月25日に晴信は大軍を率いて甲府を出発した。この時に、光城、上ノ山城、刈谷原城が落とされる。

### 上杉家臣に
天文22年（1553年）8月、村上義清は葛尾城を捨て、長尾景虎（上杉謙信）を頼って越後国に落ち延びた。北信濃の独立勢力であった村上氏の没落により、武田氏の勢力が越後長尾氏の本拠春日山城に近い善光寺平にまで及んだ。これにより川中島の戦いに続くこととなった。
村上義清は根知城主となり、嫡男の国清とともに上杉家臣となる。国清は謙信の養子に迎えられて山浦姓を名乗り、上杉家第2位の地位を与えられている。
第四次川中島の戦いでは、村上義清は高梨政頼、須田満親と共に雨宮の渡しの守備を担当したとされている。
元亀4年（1573年）1月1日、村上義清は越後根知城にて病死した。享年73。仇敵・信玄の死の5か月前であった。日滝寺に葬られたというが、その墓所については根小屋地内の安福寺とも言われ、魚沼郡赤沢の説もある。坂城町田町の出浦家墓所中には後年（天正4年、慶長4年、没後百年など数説あり）分骨されたという墓所が残る。

### 村上氏の旧領復帰
天正10年（1582年）に武田勝頼が自害し、甲斐武田氏は滅亡する。義清の嫡男・山浦国清は8月5日に海津城代に任命され、村上氏は旧領に復帰することとなった。

## 系譜
村上氏は清和源氏のひとつである河内源氏の初代・源頼信の次男・源頼清を祖とする。家紋は「丸に上文字」。信仰していた宗教は真言宗である。村上義国以来信濃東部から北部にかけて勢力を広げた。
父母
- 父：村上顕国
- 母：斯波義寛の娘

妻妾
- 正室：小笠原長棟の娘
- 側室：於フ子（高梨澄頼の娘）

子女
- 山浦景国（村上国清）
- 村上義勝
- 村上義利
- 村上義照
- 村上義邦

- 村上義満正室
- 内山清宗正室
- 村上義房正室 ?
- 高梨頼治正室
- 会田清幸正室
- 屋代政国正室

子孫
- 村上義清 - 山浦景国 - 山浦幸清 - 村上義豊 - 村上義眞 - 村上義教 - 村上泰国 - 村上義處 - 村上義輔 - 村上義暁 - 村上義信 - 村上彦四郎

## 家臣
- 井上氏
- 高梨氏
- 須田氏（須田満親）
- 島津氏
- 海野氏

- 望月氏
- 保科氏
- 屋代氏
- 塩崎氏（鹽崎氏）
- 吾妻氏

- 室賀氏
- 山田氏
- 小野沢氏（小野澤氏）
- 出浦氏
- 清野氏（淸野氏）

- 村松氏
- 雨宮氏
- 石川氏
- 坂田氏（阪田氏）
- 諏訪氏

- 横田氏（橫田氏）
- 莪野氏
- 福沢氏（福澤氏）
- 若林氏
- 村山氏

- 米持氏
- 窪氏
- 綿内氏
- 二柳氏
- 中牧氏
- 赤池氏

- 大倉氏
- 大蔵氏（大藏氏）
- 小田切氏
- 栗田氏
- 塚田氏（塚田氏）
- 薬師寺氏（藥師寺氏）

- 花村氏
- 杵淵氏
- 中沢氏（中澤氏）
- 入沢氏（入澤氏）
- 楽岩寺氏（樂岩寺氏）
- 若槻氏

## 居城・支城
- 葛尾城
- 新砥城

## 関連作品

### テレビドラマ
- 『武田信玄』（1988年NHK大河ドラマ、演：上條恒彦）
- 『武田信玄』（1991年TBS大型時代劇スペシャル、演：中尾彬）
- 『風林火山』（2007年NHK大河ドラマ、演：永島敏行）

### 小説
- 澤田ふじ子『故地はるかなり』（『村雨の首 歴史小説集』収録）広済堂出版、1991年
- 北沢秋『奔る合戦屋』双葉社、2011年
- 北沢秋『翔る合戦屋』双葉社、2012年